# Lapley
Lapley – wieś w Anglii, w hrabstwie Staffordshire, w dystrykcie South Staffordshire. Leży 12 km na południowy zachód od miasta Stafford i 195 km na północny zachód od Londynu.